# Pauline Oliveros
Pauline Oliveros (ur. 30 maja 1932 w Houston, zm. 24 listopada 2016 w Kingston w stanie Nowy Jork) – amerykańska kompozytorka.

## Życiorys
Podstawy edukacji muzycznej otrzymała w domu od babki i matki, następnie uczyła się prywatnie u Williama Sydlera (skrzypce), Marjorie Harrigan (akordeon) i J.M. Brandsettera (róg). W latach 1949–1952 studiowała u Paula Koepkego (kompozycja) i Willarda Palmera na University of Houston. Od 1954 do 1960 roku kształciła się prywatnie u Roberta Ericksona, w 1957 roku uzyskała też Bachelor’s degree z kompozycji na San Francisco State College. W 1966 roku ukończyła studia podyplomowe pod kierunkiem Hugh Le Caine’a na University of Toronto.
Od 1961 roku współpracowała z Mortonem Subotnickiem i Ramonem Senderem w ramach grupy muzyki improwizowanej Sonics. Współpracowała też z San Francisco Tape Music Center (1961–1965) i Mills College Tape Music Center (1966–1967). Od 1967 do 1981 roku prowadziła wykłady na Uniwersytecie Kalifornijskim w San Diego, gdzie w latach 1976–1979 była także dyrektorem Center for Music Experiment. W 1985 roku założyła Pauline Oliveros Foundation, Inc., której była prezesem i wicedyrektorem artystycznym. Występowała też jako akordeonistka, wykonując własne kompozycje.
Laureatka stypendium Fundacji Pamięci Johna Simona Guggenheima (1973). W 1986 roku otrzymała doktorat honoris causa University of Maryland. Otrzymała także nagrody Foundation for the Arts (1989) i Foundation for Contemporary Performance (1995).

## Twórczość
Była przedstawicielką awangardy muzycznej, w swojej twórczości eksperymentując z materiałem dźwiękowym, efektami brzmieniowymi i stosowanymi mediami. Tworzyła muzykę elektroakustyczną, wykorzystując takie efekty jak pętle taśmy oraz opóźnienia i sprzężenia zwrotne, uzyskując zwielokrotnienie efektu wyjściowego materiału. Stosowała statyczne brzmienia o prostych dźwiękach. Interesowała się szczególnie możliwościami brzmieniowymi akordeonu, stosując go w obsadzie samodzielnej lub w zestawieniach z innymi instrumentami, często z akustycznym przetwarzaniem dźwięku podczas wykonania. Zasłynęła jako twórczyni teatru instrumentalnego i muzyki multimedialnej, w których szeroko wykorzystywała muzykę improwizowaną, intuitywną i konceptualną oraz tzw. bio-music, np. dźwiękową projekcję bicia serc wykonawców. Stosowała niestandardowe obsady, łącząc dźwięki naturalne z syntetycznymi, z wykorzystaniem elementów wizualnych takich jak światła, przezrocza i filmy. Duży wpływ na jej muzykę wywarło zainteresowanie kulturą azjatycką, zwłaszcza buddyzmem tybetańskim i technikami medytacyjnymi.
Była autorką prac Pauline’s Proverbs (Nowy Jork 1976), Initiation Dream (Los Angeles 1982), Software for People (Baltimore 1984), The Roots of the Moment (Nowy Jork 1998).

## Wybrane kompozycje
(na podstawie materiałów źródłowych)

### Utwory orkiestrowe
- To Valerie Solanas and Marilyn Monroe in Recognition of Their Desparation (1970)
- Tashi gomang (1981)
- Lion’s Eye na gamelan lub synclavier (1985)

### Utwory kameralne
- Trio na klarnet, róg i fagot (1955)
- Variations for Sextet na flet, klarnet, trąbkę, róg, wiolonczelę i fortepian (1960)
- Trio na akordeon, trąbkę i kontrabas (1961)
- Outline na flet, perkusję i kontrabas (1963)
- Duo na akordeon i bandoneon (1964)
- Pieces of 8 na flet, obój, klarnet, klarnet basowy, trąbkę, róg i puzon (1965)
- Circuitry na 5 perkusistów i światła (1968)
- Aeolian Partitions na flet, klarnet, skrzypce, wiolonczelę i fortepian (1969)
- 1000 Acres na kwartet smyczkowy (1972)
- Horse Sings from Cloud na fisharmonię, akordeon, bandoneon i concertinę (1975), 2. wersja na głos i akordeon (1977)
- Fwyn na 2 bandoneony (1979)
- Music for Stacked Deck na 4 wykonawców (1979)
- The Wanderer na akordeony (1982)
- Gathering Together na fortepian na 8 rąk (1983)
- The Wheel of Time na kwartet smyczkowy i media elektroakustyczne (1983)
- Go na akordeon i 2 skrzypiec (1983)
- Tree/Peace na skrzypce, wiolonczelę i fortepian (1984)
- Wings of Dove na 2 fortepiany i podwójny kwintet dęty (1984)
- Earth Ears na akordeon, wibrafon i skrzypce (1984)
- Portraits na kwintet dęty (1989)
- Grand Improvisation na obój, kontrabas i syntezator (1990)

### Utwory na akordeon
- 3 Meditations (1982)
- The Seventh Mansion. From The Interior Castle na akordeon amplifikowany (1983)
- What If (1991)
- Cicada Song (1996)

### Utwory wokalne
- Sound Patterns na chór a cappella (1961)
- Meditations on the Points of the Compass na chór a cappella (1970)
- King Kong Sings Along na chór a cappella (1977)
- The Witness na głos solo lub duet lub dowolnej wielkości zespół (1979)
- The Wandering. A Love Song na głos i cyfrowe opóźnienie (1984)
- Dream Gates na głos solo lub dowolnej wielkości zespół (1989)
- Wind Horse na zespół a cappella (1989)
- The New Sound Meditation na głosy (1989)
- In Memory of the Future na głos solo (1991)
- Midnight Operas na chór a cappella (1992)

### Utwory wokalno-instrumentalne
- Three Songs na sopran i fortepian (1957)
- The C(s) for Once na głosy, flet, trąbki i taśmę z systemem opóźniającym (1966)
- Music for Tai Chi na głosy, akordeon, instrumenty smyczkowe, instrumenty dęte i perkusję (1970)
- Spiral Mandala na klarnet, harfę szklaną, 4 wykonawców grających na bębnie i śpiew (1978)
- El Relicario de los Animales na śpiewaka i 20 instrumentalistów (1979)
- Angels and Demons na chór i zespół instrumentalny (1980)
- Songs for the Ancestors na głos, trąbkę muszlową i didgeridoo (1984)
- Legend na chór, akordeon amplifikowany i perkusję (1985)
- The Chicken Who Learned How to Fly na głosy, narratora i syntezator (1985)
- Beyond the Mysterious Silence na głos, klarnet, puzon, fortepian i akordeon (1996)

### Teatr instrumentalny
- Seven Passages na mobile i taśmy z udziałem tancerza (1963)
- George Washington Slept Here na skrzypce amplifikowane, film i taśmę (1965)
- Hallo Piece for Halloween na mimów, instrumenty, taśmy i światła (1966)
- Double Basses at 20 Paces na 2 basy i ich zmienników, sędziego, projekcję i taśmę (1968)
- Festival House na mimów, światło, projekcje filmowe, chór i orkiestrę (1968)
- Valentine for SAG na 4 grających w karty i dźwięk amplifikowany (1968)
- Bonn Feier na ujawnionych i nieujawnionych wykonawców (1971)
- Sonic Meditations na głosy, performerów i instrumenty (1972)
- What to Do na performerów i media dźwiękowe (1972)
- Crow Two. A Ceremonial Opera (1974)
- Travelling Companions na tancerzy i zespół perkusyjny (1980)

### Utwory elektroakustyczne
- Winter Light na taśmę i mobile (1965)
- Light Piece for David Tudor na fortepian modyfikowany elektronicznie, światła, film i taśmę (1965)
- Five Thousand Miles na taśmę i media elektroakustyczne (1965)
- Before the Music Ends na taśmę i tancerza (1965)
- Participle Dangling in Honor of Gertrude Stein na taśmę, mobile i ekipę roboczą (1966)
- Music for Lysistrata na taśmę i media elektroakustyczne (1968)

### Utwory na taśmę
- Time Perspectives (1961)
- Bye Bye Butterfly (1965)
- The Chronicles of Hell (1965)
- Rock Symphony (1965)
- Big Mother Is Watching You (1966)
- Tara’s Room (1988)
- Listening for Life (1991)